# Fórum de Arquitetura Aedes
O Fórum de Arquitetura Aedes, em Berlim, é a primeira galeria de arquitetura privada da Alemanha, trabalhando internacionalmente na difusão de cultura arquitetónica, forma urbana e conteúdos relacionados.

## Missão
Aedes - que significa casa ou templo em latim - tem como missão colocar a arquitetura e a cultura da construção no domínio do interesse público, comunicando visões arquitetónicas, planos urbanos, projetos paisagistas e conceitos sustentáveis. Em mais de 350 exposições e catálogos, a Aedes apresentou arquitetos de renome e vencedores do Prémio Pritzker, como Álvaro Siza Vieira, Zaha Hadid, Thom Mayne, Daniel Libeskind, Frank Gehry ou Rem Koolhaas, muito antes de atingirem a fama. Além de 10 a 16 exposições por ano, os simpósios, palestras e debates apoiam um permanente diálogo com o mundo - tanto com o público dos profissionais como da sociedade civil.

## História
A Aedes foi fundada em 1980, na Grolmanstraße em Berlim, por Kristin Feireiss e Helga Retzer, ex-diretora de programação artística do DAAD e amiga do artista inglês Eduardo Paolozzi. "In memoriam Kongresshalle Berlin" foi o título da exposição inaugural em Charlottenburg, seguindo o exemplo da "Spaced Gallery" que foi fundada em 1975 por Judith Newman York, arquiteta e escritora de Nova York.
A 3 de junho de 1989, a então designada Galeria Aedes muda-se para os arcos ferroviários em Savignyplatz.
A segunda exposição, altamente respeitada no contexto da Capital Europeia da Cultura de 1988, foi "Berlim - Monumento ou Modelo" e abordava os riscos e oportunidades de uma cidade dividida, pouco antes da queda do Muro de Berlim. Desenvolvendo um "conceito de design aberto" da antiga capital, a exposição itinerante foi mostrada em Kiev, Viena e Paris, incluindo importantes artistas e arquitetos alemães e estrangeiros como Daniel Libeskind, Gottfried Böhm, Coop Himmelb(l)au, Rob Krier, Zaha Hadid, Otto Steidle, Franco Stella, Peter Cook, Gustav Peichl, Axel Schultes, Claus Bury e Lebbeus Woods.
A partir de 1995, Kristin Feireiss e Hans-Jürgen Commerell abrem uma segunda filial a leste, no Hackeschen Höfen de Berlin-Mitte. A Aedes East contará em 1996 com a participação da investigadora Ulla Giesler.
O trabalho do Fórum de Arquitetura tem ganho inúmeros prémios e honras. Em 2001, Kristin Feireiss foi homenageada com a Cruz de Mérito Federal pelo seu compromisso no ensino da arquitetura e no fortalecer de laços internacionais.
Desde junho de 2006, o Fórum de Arquitetura Aedes está localizado na antiga fábrica de Pfefferberg, em Prenzlauer Berg.